# Marcello Lippi
Marcello Lippi (12. travnja 1948., Italija) bivši je talijanski nogometaš i trener koji trenutno trenira Kinesku nogometnu reprezentaciju. U trenerskoj karijeri je postigao brojne uspjehe, poput osvajanja Svjetskog prvenstva 2006. Talijansku reprezentaciju vodio je u dva mandata: prvi put od 2004. do 2006. a drugi put od 2008. do 2010.

## Karijera
Rođen je u mjestu Viareggia, u sjevernoj Toskani, gdje je i započeo svoju igračku karijeru. Najznačajni dojam je napravio u U.C. Sampdoriji s blizu 300 utakmica.